# Geremy de Jesús
Geremy Adrián de Jesús Congo (Ecuador, 16 de septiembre de 2006) es un futbolista ecuatoriano que juega como centrocampista en el Independiente del Valle Sub-20.

## Trayectoria
Empezó en las inferiores de Mushuc Runa y Deportivo Quito antes de llegar al equipo sub-20 del Independiente del Valle. Fue convocado para jugar el Sudamericano Sub-17 2023.

## Selección nacional

### Categorías inferiores

#### Participaciones en Sudamericanos
| Campeonato                  | Sede    | Resultado  | Partidos | Goles |
| --------------------------- | ------- | ---------- | -------- | ----- |
| Sudamericano Sub-17 de 2023 | Ecuador | Subcampeón | 9        | 3     |

#### Participaciones en Copas del Mundo
| Campeonato                  | Sede      | Resultado        | Partidos | Goles |
| --------------------------- | --------- | ---------------- | -------- | ----- |
| Copa Mundial Sub-17 de 2023 | Indonesia | Octavos de final | 4        | 0     |